# Josef Gratcl
Josef Gratcl (13. března 1924 - ???) byl český a československý politik Československé strany lidové a poslanec Sněmovny národů Federálního shromáždění za normalizace.

## Biografie
K roku 1971 se profesně uvádí jako krmič v JZD. Ve volbách roku 1971 zasedl do české části Sněmovny národů (volební obvod č. 51 - Břeclav, Jihomoravský kraj). Ve FS setrval do konce funkčního období, tedy do voleb roku 1976.
V roce 2010 se uvádí, že Český zahrádkářský svaz, místní organizace Horní Bojanovice, přišel úmrtím o svého člena Josefa Gratcla. V této obci je zmiňován i k roku 1971.